# 施炳光
施炳光（Andrew Zimmern, 又稱She Ping Kwong），一名施平廣。與胞弟施燦光同為施炳光家族的奠基者，為第一代香港歐亞混血兒。
施氏嫡派父系先祖為德裔英國人施文（Adolphus Hermann Christian Anton Zimmern），源自德國海德堡。父親於十九世紀中葉來香港工作，與華化混血女性葉麗金育有炳光（Andrew）及三名子女，施文與葉麗金分袂後返英，從此不曾踏足香港。炳光等皆隨母生活，故自居為華人。葉氏為上海生長之歐亞混血兒，文化上傾向華化，故子女取Zimmern之諧音而姓施氏。施炳光於1880年入讀拔萃書室時，以She Ping-kwong之名註冊可知。
炳光娶吳門（蘇州）周氏，生三女一子；其後周氏亡故，炳光續娶弟婦羅蓮施表妹馮氏（Mary Fung），生三子。 由於施氏家族早期人丁未盛，故施炳光及其弟燦光之子女皆統一採用大排行相稱。
炳光早年入讀拔萃書室。施炳光與同為香港歐亞混血兒的張德輝、冼德芬、陳啟明為好友，後結拜為異姓兄弟。
施氏兄弟漢英二語兼擅，炳光嘗協理英國海關參贊清廷駐朝鮮欽差事務。施炳光與張德輝之女婿何東爵士亦為好友。施炳光有三女，分別嫁何福、何甘棠及冼德芬（Stephen Hall）之子。施炳光次子施玉書為文華酒店總監，三子施玉麒為知名大律師、聖約翰座堂法政牧師，拔萃男書院校長。施玉麒之子施大偉（David Zimmern）為劍橋大學研究員。